# Edward B. Eichelberger
Edward B. Eichelberger (* um 1934) ist ein US-amerikanischer Informatiker.
Eichelberger studierte Elektrotechnik an der Lehigh University mit dem Bachelor-Abschluss 1956. Danach ging er zu IBM, wo er sich im Endicott-Entwicklungslabor mit Schaltkreisentwurf befasste. Gleichzeitig setzte er sein Studium an der Princeton University fort, an der er 1963 promoviert wurde.
In den 1960er Jahren entwickelte er neue Test- und Entwurfstechniken für LSI und dann VLSI Design  mit Thomas W. Williams (Level Sensitive Scan Design). Er war Manager für Advanced VLSI Technology and Testing an den Mid-Hudson Valley Laboratorien von IBM in Kingston. Dort leitete er verschiedene VLSI Entwurfsprojekte (sowohl in Bipolar-Technik als auch in FET). Im Ruhestand lebt er in Suffolk, Virginia.
1989 erhielt er mit Thomas W. Williams den W. Wallace McDowell Award. Er ist IBM Fellow und erhielt 1973 den Outstanding Contribution Award von IBM für die Level Sensitive Scan Design (LSSD) Technik sowie einen IBM Outstanding Innovation Award für Weighted Random Patterns. 1996 wurde er IEEE Fellow.
An der Universität machte er sich in den 1950er Jahren auch einen Namen als Ringer.

## Schriften (Auswahl)
- mit Thomas W. Williams, Eric Lindbloom, John A. Waicukauski: Structured logic testing. Prentice Hall, Englewood Cliffs, N.J. 1991, ISBN 0-13-853680-5.